# 东京经济大学短期大学部
东京经济大学短期大学部（日语：／ Tōkyō Keizai Daigaku Tanki Daigakubu *）是过去一所位于日本东京都国分寺市的私立短期大学。

## 概要

### 简介
- 学校最早可以追溯到1900年即大仓商业学校的创立于港区、迁址至东京都国分寺市于1946年、改编为东京经济大学于1949年。短期大学为于1950年开办、由学校法人东京经济大学经营[注 4][1]。同时开始招収男女学生、以后招生到1999年、停办于2004年[2][3]

### 历史
- 1950年 东京经济大学短期大学部成立。并同时设置商经科。
- 1951年 第二部成立于商经科。因此商经科分离为两个课程、以下列举。
  - 第一部[注 2]
  - 第二部[注 3]
- 1986年 一年招収男女学生数于商经科第一部增加为200从80[2]
- 1999年 最后一年招生、次年停止招生（正式停办于2004年5月28日[2]）。

## 学校环境
- 校区：在了东京都国分寺市[注 1]

## 组织

### 学科
- 商经科

### 前学科
| - 商经科 - 第一部 - 第二部 |

### 专科
| - 没有 |

### 业余课程
| - 没有 |

## 相关链接
- 日本短期大学列表